# Chris Hillman
Christopher Hillman, detto Chris (Los Angeles, 4 dicembre 1944), è un chitarrista e bassista statunitense.
È conosciuto per essere una figura chiave nella nascita del country rock, fu membro della formazione originale dei The Byrds, fondatore dei Flying Burrito Brothers e dei Manassas nonché collaboratore di Gram Parsons, Richie Furay e di molti artisti della scena country rock.

## Discografia

### ConThe Scottsville Squirrel Barkers
- 1963 - Blue Grass Favorites (Crown Records)

### ConThe Hillmen
- 1963 - The Hillmen (Together Records) pubblicato nel 1969

### ConThe Byrds
- 1964 - Preflyte (Together Records) pubblicato nel 1969
- 1965 - Mr. Tambourine Man (Columbia Records)
- 1965 - Turn! Turn! Turn! (Columbia Records)
- 1966 - Fifth Dimension (Columbia Records)
- 1967 - Younger Than Yesterday (Columbia Records)
- 1968 - The Notorious Byrd Brothers (Columbia Records)
- 1968 - Sweetheart of the Rodeo (Columbia Records)
- 1973 - Byrds (Asylum Records)

### ConThe Flying Burrito Brothers
- 1969 - The Gilded Palace of Sin (A&M Records)
- 1970 - Burrito Deluxe (A&M Records)
- 1971 - Flying Burrito Brothers (A&M Records)
- 1972 - Last of the Red Hot Burritos (A&M Records)
- 1974 - Close Up the Honky Tonks (A&M Records)
- 1976 - Sleepless Nights (A&M Records)

### ConManassas
- 1972 - Manassas (Atlantic Records)
- 1973 - Down the Road (Atlantic Records)

### ConSouther Hillman Furay Band
- 1974 - The Souther-Hillman-Furay Band (Asylum Records)
- 1975 - Trouble in Paradise (Asylum Records)

### Album da solista
- 1976 - Slippin' Away (Asylum Records)
- 1977 - Clear Sailin' (Asylum Records)
- 1982 - Morning Sky (Sugar Hill Records)
- 1984 - Desert Rose (Sugar Hill Records)
- 1998 - Like a Hurricane (Sugar Hill Records)
- 2005 - The Other Side (Sovereign Artists Records)
- 2017 - Bidin' My Time (Rounder Records)

### ConMcGuinn Clark & Hillman
- 1979 - McGuinn, Clark & Hillman (Capitol Records)
- 1980 - City (Capitol Records)
- 1992 - Return Flight (Edsel Records) Raccolta
- 1994 - Return Flight II (Edsel/Demon Records) Raccolta
- 1996 - 3 Byrds Land in London (Strange Fruit Records) Live 2 CD

### ConRogerMcGuinn & Chris Hillman
- 1980 - McGuinn-Hillman (Capitol Records)

### ConEver Call Ready
- 1983 - Down Home Praise (Maranatha! Music Records)
- 1985 - Ever Call Ready (Maranatha! Music Records)

### ConDesert Rose Band
- 1987 - The Desert Rose Band (Curb Records)
- 1988 - Running (Curb Records)
- 1990 - Pages of Life (Curb Records)
- 1991 - One Dozen Roses: Greatest Hits (Curb Records) Raccolta
- 1992 - True Love (Curb Records)
- 1993 - Traditional (Curb Records)
- 1993 - Life Goes On (Curb Records)

### ConHerb Pedersen
- 1996 - Bakersfield Bound (Sugar Hill Records)
- 2002 - Way Out West (Back Porch Records)

### ConRice, Rice, Hillman & Pedersen
- 1997 - Out of the Woodwork (Rounder Records)
- 1999 - Rice, Rice, Hillman & Pedersen (Rounder Records)